# Ancaeobacteria
Classe
Les "Candidatus Ancaeobacteria" forment une classe de bactéries du phylum candidat du règne des Bacteria.

## Historique
Cette classe est proposée en 2022 par T. J. Williams sous le nom de "candidatus Ancaeobacteria" pour contenir les bactéries non cultivables du genre "candidatus Ancaeobacter" identifiées dans le Lac Ace qui est un Lac méromictique d'origine marine de 25 m de profondeur situé dans les Collines de Vestfold de l'Antarctique de l'Est.

## Taxonomie
Le nom de candidatus Ancaeobacteria" a été publié de manière non valide et ce nouveau nom est considéré comme le nom préféré et non pas le nom correct.

### Étymologie
L'étymologie du nom de la classe Ancaeobacteria est la suivante : N.L. neut. pl. n. Ancaeobacteria, la classe des Ancaeobacterales.

### Liste des ordres
Selon la base de nomenclature LPSN, cette classe ne contient qu'un ordre candidat:
- "Candidatus Ancaeobacterales" Williams et al. 2022 nom préféré (nom non correct)